# Thomas Umfraville (Militär)
Thomas Umfraville (auch Umfreville) († nach 1305) war ein englischer Militär.
Thomas Umfraville entstammte der anglo-schottischen Familie Umfraville, die sowohl in Nordengland wie auch in Schottland begütert war. Er war der jüngste Sohn von Gilbert de Umfraville, 7. Earl of Angus und von dessen Frau Elizabeth Comyn. Während des Schottischen Unabhängigkeitskriegs ernannte der englische König Eduard I. Umfraville 1304 zum Kommandanten der königlichen Burg von Dundee. Zu dieser Zeit war die englische Herrschaft nördlich des Forth noch nicht wieder gefestigt. Umfraville verfolgte im September 1304 mit einem Teil der Garnison von Dundee William Wallace bis hinter Ironside, einem Hügel hinter Dundee. Dies war das letzte bekannte Gefecht, in das Wallace bis zu seiner Gefangennahme im August 1305 verwickelt wurde.
Der schottische Chronist John Hardyng behauptete im 15. Jahrhundert, dass Umfraville William Wallace gefangen genommen, Robert Bruce in einer Schlacht geschlagen und als Vizekönig von Schottland nördlich des Forth gedient hätte. Diese Behauptungen entbehren jedoch jeglicher Grundlage.